# Courage C34

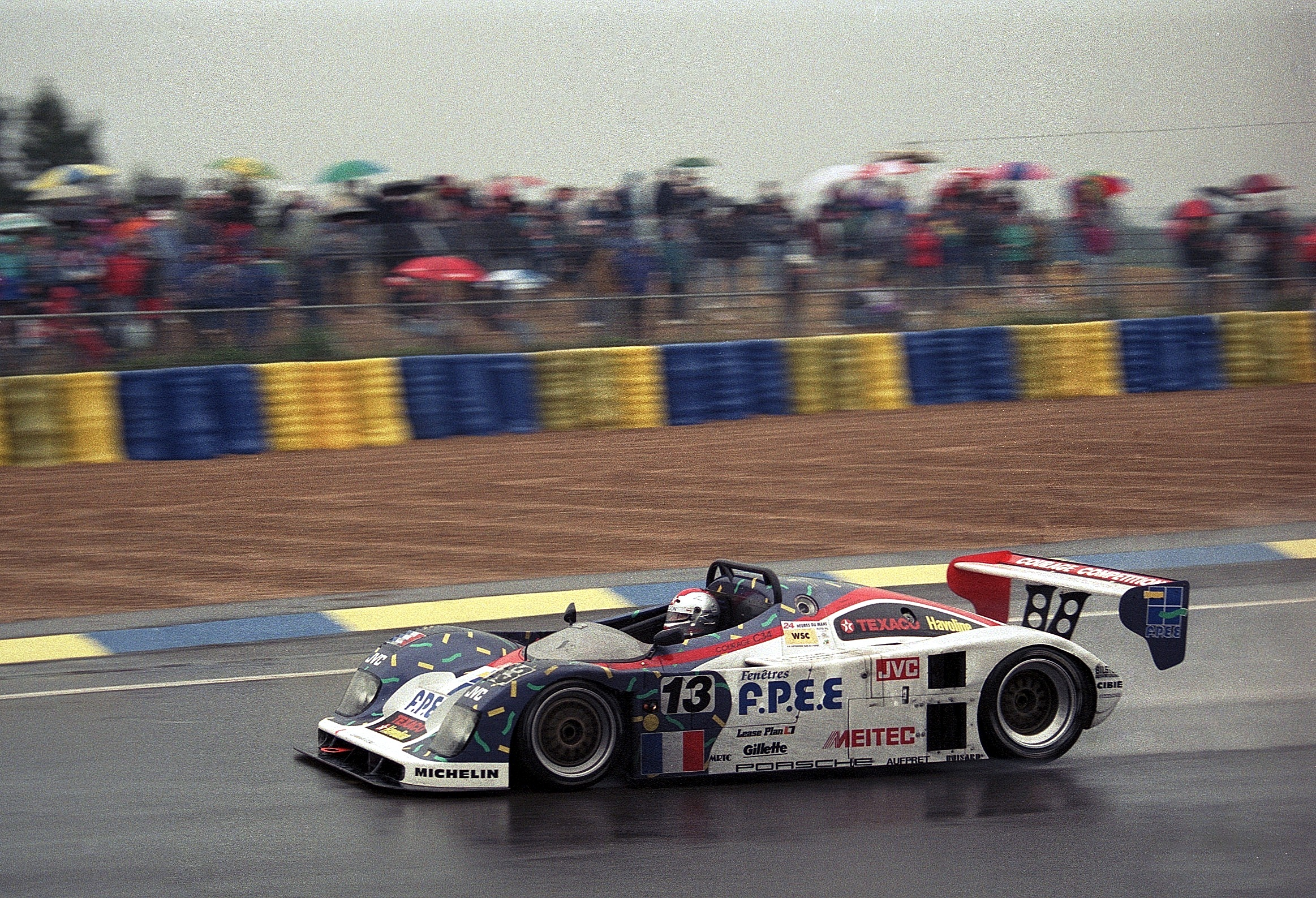
Mario Andretti am Steuer des Courage C34, beim 24-Stunden-Rennen von Le Mans 1995

Der Courage C34 war ein Sportwagen-Prototyp aus dem Jahre 1995.

## Entwicklungsgeschichte
Der Courage C34 wurde 1995 von Courage Compétition unter der Leitung von Yves Courage mit der Absicht entwickelt, das 24-Stunden-Rennen von Le Mans zu gewinnen. Wie die Vorgängermodelle, der Courage C30 und der Courage C32 basierte der C34 größtenteils auf Porsche-Technik. Im C34 kam auch erneut der bewährte 6-Zylinder-Turbomotor des deutschen Sportwagenbauers zum Einsatz. 1995 war der C34, neben dem Kremer K8 Spyder, der zweite von vier Startern der großen Prototypenklasse, der eine realistische Chance auf den Gesamtsieg hatte.

## Renngeschichte
Als Fahrer wurden Éric Hélary, Bob Wollek und Mario Andretti verpflichtet. Courage verpasste den Gesamtsieg 1995 nur knapp. Die C-34-Mannschaft ging von der Pole-Position aus ins Rennen, das in den ersten Stunden von starkem Regen geprägt war. In dieser Phase war der leistungsstarke Prototyp den GT-Rennwagen aber unterlegen, die ihre Leistung auf der nassen Piste besser auf die Straße brachten. Als die Rennbahn ab Sonntagvormittag abtrocknete, konnte das Team den im Regen eingehandelten Rückstand fast wieder aufholen und wurde mit nur einer Runde Rückstand auf die McLaren F1 GTR-Mannschaft Lehto/Dalmas/Sekiya Gesamtzweite.

## Statistik

### Ergebnisse
| Jahr | Veranstaltung | Nr. | Team                | Fahrer 1       | Fahrer 2   | Fahrer 3    | Ergebnis |
| ---- | ------------- | --- | ------------------- | -------------- | ---------- | ----------- | -------- |
| 1995 | Le Mans       | 13  | Courage Compétition | Mario Andretti | Bob Wollek | Éric Hélary | 2.       |